# Іттер
Іттер (нім. Itter) — містечко й громада округу Кіцбюель у землі Тіроль, Австрія.
Іттер лежить на висоті 703 над рівнем моря і займає площу 10,44 км². Громада налічує 1176 мешканців.
Густота населення 113/км².
Іттер розташувався на плато над долинами Мілль та Бріксен. До складу громади входять декілька розкиданих сіл та хуторів.
|                                |
| Іттер на мапі округу та землі. |

 Адреса управління громади: Dorfplatz 1, 6305 Itter (Tirol).

## Демографія
Історична динаміка населення міста за даними сайту Statistik Austria